# Édouard Marie Heckel
Édouard Marie Heckel (Toulon , 24 de março de 1843 — Marseille, 20 de janeiro de 1916) foi um botânico e médico francês e diretor do Jardin botanique EM Heckel em Marselha.

## Vida
Heckel nasceu em Toulon, estudou farmácia e medicina e, em 1861, visitou o Caribe e a Austrália. Em 1875, foi nomeado professor da faculdade de ciências de Marselha e, em 1877, professor de medicina. Ele se tornou professor de história natural em Nancy em 1878 e é conhecido por seus estudos de plantas tropicais e seu uso como plantas medicinais e sementes oleaginosas.
A partir de 1885, Heckel voltou-se para o estudo de plantas tropicais, como as oleaginosas medicinais ou industriais. Em 1893 fundou o Instituto e Museu Colonial de Marselha e criou uma cátedra de patologia tropical na faculdade de medicina.
Em 1901 lançou a ideia de criar uma exposição exclusivamente dedicada às colônias francesas. Este projeto seria apoiado por Jules Charles-Roux, que se tornaria o comissário geral enquanto Heckel era seu vice. A exposição foi realizada no Parc Chanot em Marselha e foi um grande sucesso desde sua inauguração em 14 de abril de 1906 até seu encerramento em 18 de novembro de 1906.
Em 1887 ele ganhou o Prix Barbier da Academia Francesa de Ciências.